# Hoplitis princeps
Hoplitis princeps là một loài Hymenoptera trong họ Megachilidae. Loài này được Morawitz mô tả khoa học năm 1872.